# Unicodeblock Multanisch
Der Unicodeblock Multanisch (engl.: Multani, U+11280 bis U+112AF) enthält die Multanische Schrift. Diese wurde bis ins 20. Jahrhundert zum Schreiben von Saraiki in den pakistanischen Provinzen Punjab und Sindh benutzt.

## Tabelle
Alle Zeichen haben die bidirektionale Klasse „von links nach rechts“.
| Unicodenummer   | Zeichen (400 %) | Kategorie                               | Offizielle Bezeichnung | Beschreibung                |
| --------------- | --------------- | --------------------------------------- | ---------------------- | --------------------------- |
| U+11280 (70272) | 𑊀               | anderer Buchstabe, Silbe oder Ideogramm | MULTANI LETTER A       | Multanischer Buchstabe A    |
| U+11281 (70273) | 𑊁               | anderer Buchstabe, Silbe oder Ideogramm | MULTANI LETTER I       | Multanischer Buchstabe I    |
| U+11282 (70274) | 𑊂               | anderer Buchstabe, Silbe oder Ideogramm | MULTANI LETTER U       | Multanischer Buchstabe U    |
| U+11283 (70275) | 𑊃               | anderer Buchstabe, Silbe oder Ideogramm | MULTANI LETTER E       | Multanischer Buchstabe E    |
| U+11284 (70276) | 𑊄               | anderer Buchstabe, Silbe oder Ideogramm | MULTANI LETTER KA      | Multanischer Buchstabe Ka   |
| U+11285 (70277) | 𑊅               | anderer Buchstabe, Silbe oder Ideogramm | MULTANI LETTER KHA     | Multanischer Buchstabe Kha  |
| U+11286 (70278) | 𑊆               | anderer Buchstabe, Silbe oder Ideogramm | MULTANI LETTER GA      | Multanischer Buchstabe Ga   |
| U+11288 (70280) | 𑊈               | anderer Buchstabe, Silbe oder Ideogramm | MULTANI LETTER GHA     | Multanischer Buchstabe Gha  |
| U+1128A (70282) | 𑊊               | anderer Buchstabe, Silbe oder Ideogramm | MULTANI LETTER CA      | Multanischer Buchstabe Ca   |
| U+1128B (70283) | 𑊋               | anderer Buchstabe, Silbe oder Ideogramm | MULTANI LETTER CHA     | Multanischer Buchstabe Cha  |
| U+1128C (70284) | 𑊌               | anderer Buchstabe, Silbe oder Ideogramm | MULTANI LETTER JA      | Multanischer Buchstabe Ja   |
| U+1128D (70285) | 𑊍               | anderer Buchstabe, Silbe oder Ideogramm | MULTANI LETTER JJA     | Multanischer Buchstabe Jja  |
| U+1128F (70287) | 𑊏               | anderer Buchstabe, Silbe oder Ideogramm | MULTANI LETTER NYA     | Multanischer Buchstabe Nya  |
| U+11290 (70288) | 𑊐               | anderer Buchstabe, Silbe oder Ideogramm | MULTANI LETTER TTA     | Multanischer Buchstabe Tta  |
| U+11291 (70289) | 𑊑               | anderer Buchstabe, Silbe oder Ideogramm | MULTANI LETTER TTHA    | Multanischer Buchstabe Ttha |
| U+11292 (70290) | 𑊒               | anderer Buchstabe, Silbe oder Ideogramm | MULTANI LETTER DDA     | Multanischer Buchstabe Dda  |
| U+11293 (70291) | 𑊓               | anderer Buchstabe, Silbe oder Ideogramm | MULTANI LETTER DDDA    | Multanischer Buchstabe Ddda |
| U+11294 (70292) | 𑊔               | anderer Buchstabe, Silbe oder Ideogramm | MULTANI LETTER DDHA    | Multanischer Buchstabe Ddha |
| U+11295 (70293) | 𑊕               | anderer Buchstabe, Silbe oder Ideogramm | MULTANI LETTER NNA     | Multanischer Buchstabe Nna  |
| U+11296 (70294) | 𑊖               | anderer Buchstabe, Silbe oder Ideogramm | MULTANI LETTER TA      | Multanischer Buchstabe Ta   |
| U+11297 (70295) | 𑊗               | anderer Buchstabe, Silbe oder Ideogramm | MULTANI LETTER THA     | Multanischer Buchstabe Tha  |
| U+11298 (70296) | 𑊘               | anderer Buchstabe, Silbe oder Ideogramm | MULTANI LETTER DA      | Multanischer Buchstabe Da   |
| U+11299 (70297) | 𑊙               | anderer Buchstabe, Silbe oder Ideogramm | MULTANI LETTER DHA     | Multanischer Buchstabe Dha  |
| U+1129A (70298) | 𑊚               | anderer Buchstabe, Silbe oder Ideogramm | MULTANI LETTER NA      | Multanischer Buchstabe Na   |
| U+1129B (70299) | 𑊛               | anderer Buchstabe, Silbe oder Ideogramm | MULTANI LETTER PA      | Multanischer Buchstabe Pa   |
| U+1129C (70300) | 𑊜               | anderer Buchstabe, Silbe oder Ideogramm | MULTANI LETTER PHA     | Multanischer Buchstabe Pha  |
| U+1129D (70301) | 𑊝               | anderer Buchstabe, Silbe oder Ideogramm | MULTANI LETTER BA      | Multanischer Buchstabe Ba   |
| U+1129F (70303) | 𑊟               | anderer Buchstabe, Silbe oder Ideogramm | MULTANI LETTER BHA     | Multanischer Buchstabe Bha  |
| U+112A0 (70304) | 𑊠               | anderer Buchstabe, Silbe oder Ideogramm | MULTANI LETTER MA      | Multanischer Buchstabe Ma   |
| U+112A1 (70305) | 𑊡               | anderer Buchstabe, Silbe oder Ideogramm | MULTANI LETTER YA      | Multanischer Buchstabe Ya   |
| U+112A2 (70306) | 𑊢               | anderer Buchstabe, Silbe oder Ideogramm | MULTANI LETTER RA      | Multanischer Buchstabe Ra   |
| U+112A3 (70307) | 𑊣               | anderer Buchstabe, Silbe oder Ideogramm | MULTANI LETTER LA      | Multanischer Buchstabe La   |
| U+112A4 (70308) | 𑊤               | anderer Buchstabe, Silbe oder Ideogramm | MULTANI LETTER VA      | Multanischer Buchstabe Va   |
| U+112A5 (70309) | 𑊥               | anderer Buchstabe, Silbe oder Ideogramm | MULTANI LETTER SA      | Multanischer Buchstabe Sa   |
| U+112A6 (70310) | 𑊦               | anderer Buchstabe, Silbe oder Ideogramm | MULTANI LETTER HA      | Multanischer Buchstabe Ha   |
| U+112A7 (70311) | 𑊧               | anderer Buchstabe, Silbe oder Ideogramm | MULTANI LETTER RRA     | Multanischer Buchstabe Rra  |
| U+112A8 (70312) | 𑊨               | anderer Buchstabe, Silbe oder Ideogramm | MULTANI LETTER RHA     | Multanischer Buchstabe Rha  |
| U+112A9 (70313) | 𑊩               | andere Interpunktion                    | MULTANI SECTION MARK   | Multanische Abschnittsmarke |